# 팀 아델만
티모시 맥스 아델만(Timothy Max Adleman, 1987년 11월 13일 ~ )은 미국의 야구 선수이자, 전 메이저 리그 베이스볼 신시내티 레즈의 투수이다.

## 미국 프로야구 시절
2016년에 신시내티 레즈에 입단하여 2017년 시즌까지 신시내티의 선발 투수로 활약하였다. 2017년에 MLB에서 풀 타임을 치렀으며, 2017년에 30경기 중 20경기를 선발 등판했다. 30경기에서 122⅓이닝 동안 5승 11패, 5점대 평균자책점을 기록했다.

## 한국 프로야구 시절

### 삼성 라이온즈시절
2018년부터 앤서니 레나도, 재크 패트릭을 대체할 외국인 투수로 영입되었다.
총액 95만 달러에 계약을 체결했다.

## 미국 프로야구 복귀
2019년에 신시내티 레즈와 마이너 계약을 하였다. 시즌 전에 방출됐다.